# Brisbane International 2015
Das Brisbane International 2015 war der Name eines Tennisturniers der WTA Tour 2015 für Damen sowie eines Tennisturniers der ATP World Tour 2015 für Herren, welche zeitgleich vom 4. bis zum 11. Januar 2015 in Brisbane stattfanden.

## Herrenturnier
→ Qualifikation: Brisbane International 2015/Herren/Qualifikation

## Damenturnier
→ Qualifikation: Brisbane International 2015/Damen/Qualifikation